# 7000
7000（七千、ななせん、しちせん）は、自然数または整数において、6999の次で7001の前の数である。

## 性質
- 7000は合成数であり、約数は1, 2, 4, 5, 7, 8, 10, 14, 20, 25, 28, 35, 40, 50, 56, 70, 100, 125, 140, 175, 200, 250, 280, 350, 700, 875, 1000, 1400, 1750, 3500, 7000である。
  - 約数の和は18720。
- 1/7000 = 0.000142857… (下線部は循環節で長さは6)
- 5つの区別可能な頂点を持つオイラー有向グラフの個数[2]。
- 1172番目のハーシャッド数である。1つ前は6993、次は7002。
  - 7を基とする18番目のハーシャッド数である。1つ前は5110、次は10024。
- 約数の和が7000になる数は2個ある。(6487, 6631) 約数の和2個で表せる351番目の数である。1つ前は6992、次は7002。
- 各位の和が7になる120番目の数である。1つ前は6100、次は10006。
- 7000 = 7 × 103
  - n = 10 のときの 7n3 の値とみたとき1つ前は5103、次は9317。(オンライン整数列大辞典の数列 A244727)

## その他 7000 に関すること
- 7000系（7000を形式名に持つ鉄道車両のリスト）

## 7001 から 7999 までの整数

### 7001 から 7200 までの整数
- 7043 - ソフィー・ジェルマン素数
- 7056 = 842
- 7073 = 38 + 83
- 7079 - ソフィー・ジェルマン素数かつ安全素数（26番目）[3]
- 7103 - ソフィー・ジェルマン素数
- 7106 - 八面体数
- 7121 - ソフィー・ジェルマン素数
- 7140 - 三角錐数かつ三角数（5番目、最大数）[4]
- 7151 - ソフィー・ジェルマン素数
- 7187 - 安全素数
- 7192 - 不思議数
- 7193 - ソフィー・ジェルマン素数，スーパー素数
- 7200 - 五角錐数、20周（20×360）

### 7201 から 7400 までの整数
- 7211 - ソフィー・ジェルマン素数
- 7225 = 852
- 7230 - 連続する平方数の和として2通り以上に表せる (362 + 372 + 382 + 392 + 402 = 412 + 422 + 432 + 442) もののうち18番目[5]
- 7247 - 安全素数
- 7267 - 十角数
- 7272 - カプレカ数
- 7349 - ソフィー・ジェルマン素数
- 7381 = 90 + 91 + 92 + 93 + 94
- 7385 - キース数（英語版）
- 7396 = 862

### 7401 から 7600 までの整数
- 7433 - ソフィー・ジェルマン素数
- 7471 - 中心立方体数
- 7523 - 安全素数
- 7541 - ソフィー・ジェルマン素数
- 7559 - 安全素数
- 7560 = 23 × 33 × 5 × 7 、20番目の高度合成数、21周（21×360）、1から10までの全てと27（33）で割り切れる最小の数。
- 7561 - マルコフ数
- 7569 = 872
- 7588 - 28を基とする最小のハーシャッド数
- 7600 = 203 − 202 = 19 × 202。

### 7601 から 7800 までの整数
- 7607 - 安全素数，スーパー素数
- 7612 - 十角数
- 7643 - ソフィー・ジェルマン素数かつ安全素数（27番目）
- 7647 - キース数
- 7649 - ソフィー・ジェルマン素数，スーパー素数
- 7691 - ソフィー・ジェルマン素数
- 7703 - 安全素数
- 7714 - 四角錐数
- 7727 - 安全素数
- 7744 = 882
- 7770 - 三角錐数
- 7775 = 52×311 = 25×311
- 7776 = 五乗数、65 = 25 × 35 = 32×243。六進法で 100000。n = 5 の時の 6n の値と見た時、1つ前の64は1296、次の66は46656。n = 5 の時の n5 の値と見た時、1つ前の55は3125、次の75は16807。素因数分解形が 2i×3j になる数、1つ前は6912、次は8192。
- 7777 - カプレカ数

### 7801 から 7999 までの整数
- 7810 - ISO/IEC 7810（身分証明書カードの形状を定めた国際規格）
- 7823 - ソフィー・ジェルマン素数かつ安全素数（28番目）
- 7825 - 25 × 25 の魔方陣の一列の和
- 7841 - ソフィー・ジェルマン素数，スーパー素数
- 7883 - ソフィー・ジェルマン素数，スーパー素数
- 7901 - ソフィー・ジェルマン素数
- 7909 - キース数
- 7912 - 不思議数
- 7919 - 1000番目の素数
- 7920 - 散在型単純群（英語版）の位数最小のものの位数、22周（22×360）
- 7921 = 892
- 7957 - 超プーレ数（英語版）
- 7965 - 十角数
- 7992 = 23 × 33 × 37 。二十進法では 103(20) − 23(20) で表せる数。